# Sorgeat

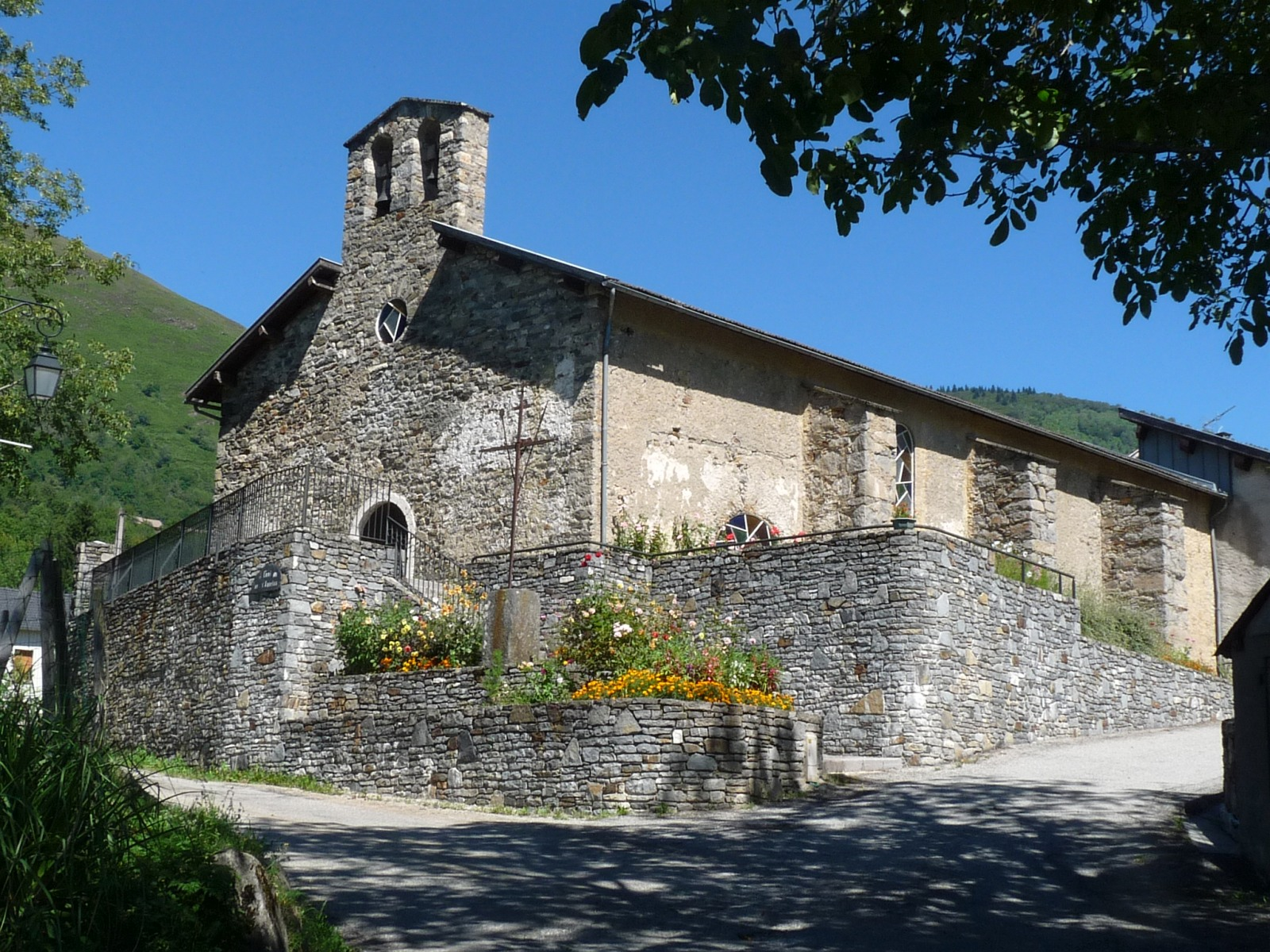
Chiesa parrocchiale

Sorgeat è un comune francese di 99 abitanti situato nel dipartimento dell'Ariège nella regione dell'Occitania.

## Monumenti
La chiesa parrocchiale di Saint-Just et Saint-Pasteur risale all'anno 1000 e nel 1600 è stata ornata di arredi sacri di gran valore, tra cui una croce in ferro battuto che dal 1979 è stata inserita tra i monumenti storici.

### Evoluzione demografica
Abitanti censiti